# Cuy (Yonne)
Cuy es una localidad y comuna francesa situada en la región de Borgoña, departamento de Yonne, en el distrito de Sens y cantón de Pont-sur-Yonne.

## Demografía
| 281 | 280 | 288 | 318 | 271 | 290 | 303 | 322 | 356 | 360 | 351 | 348 | 350 | 338 | 322 | 330 | 329 | 319 | 308 | 294 | 260 | 258 | 235 | 235 | 267 | 280 | 246 | 248 | 251 | 291 | 566 | 639 | 727 |
| Para los censos de 1962 a 1999 la población legal corresponde a la población sin duplicidades (Fuente: INSEE [Consultar]) |     |     |     |     |     |     |     |     |     |     |     |     |     |     |     |     |     |     |     |     |     |     |     |     |     |     |     |     |     |     |     |     |

## Personas relacionadas
- Lucien Pothier, ciclista.